# Drujnea, Borodeanka
Drujnea (în ucraineană Дружня) este o comună în raionul Borodeanka, regiunea Kiev, Ucraina, formată numai din satul de reședință.

## Demografie
Componența lingvistică a comunei Drujnea
     Ucraineană (94,45%)
     Romani (2,83%)
     Rusă (2,38%)
     Alte limbi (0,11%)
Conform recensământului din 2001, majoritatea populației comunei Drujnea era vorbitoare de ucraineană (94,45%), existând în minoritate și vorbitori de romani (2,83%) și rusă (2,38%).